# Bellota micans
Bellota micans är en spindelart som beskrevs av George William Peckham och Elizabeth Maria Gifford Peckham 1909. Bellota micans ingår i släktet Bellota och familjen hoppspindlar. Inga underarter finns listade.